# Sonja Ana Hoyer
Sonja Ana Hoyer, slovenska umetnostna zgodovinarka, konservatorka svetnica, likovna kritičarka in pedagoginja, * 3. junij 1945, Murska Sobota
Zaposlena je bila na Zavodu za varstvo kulturne dediščine, OE Piran. Predavala je na Oddelku za umetnostno zgodovino Filozofske fakultete Univerze v Ljubljani ter predmet Varstvo kulturne dediščine na Fakulteti za Gradbeništvo Univerze v Mariboru.

## Nagrade in priznanja
- 1994: Steletovo priznanje za izjemno uspešno monografsko predstavitev in obnovo Tartinijeve hiše v Piranu
- 2009: Steletova nagrada